# Pterogenia basilutea
Pterogenia basilutea är en tvåvingeart som först beskrevs av Walker 1856.  Pterogenia basilutea ingår i släktet Pterogenia och familjen bredmunsflugor. Inga underarter finns listade i Catalogue of Life.